# Ngành Bạch quả
Ngành Bạch quả (danh pháp khoa học: Ginkgophyta) là ngành thực vật hạt trần với lớp duy nhất là lớp Bạch quả (Ginkgoopsida). Ngành này có lẽ có nguồn gốc từ dương xỉ có hạt (Pteridospermatophyta) trong đại Cổ Sinh, có thể là trong giai đoạn Thượng Than Đá hay đầu kỷ Permi (khoảng 290 Ma), và ngày nay đại diện duy nhất còn sinh tồn đã biết là bạch quả (Ginkgo biloba), mà vì lý do như đã nói trên, đôi khi được coi như là hóa thạch sống. Tuy nhiên, trước đây thì các đại diện của một vài họ, chi khác cũng đã từng tồn tại. 